# Cal Ferrer de la Plaça
Cal Ferrer de la Plaça és una obra de Sant Vicenç de Montalt (Maresme) inclosa a l'Inventari del Patrimoni Arquitectònic de Catalunya.

## Descripció
Edifici de planta baixa i un pis. Fa cantonada, marcada amb carreus de pedra. El portal d'entrada és dovellat però no tot de pedra, sinó que la part que fa l'arc és amb totxo massís. Algunes finestres són de pedra. L'esgrafiat és del segle xvii. Està cobert a dues aigües.